# Circolo Lavoratori Terni Calcio a 5
Il Circolo Lavoratori Terni Calcio a 5 è la formazione di calcio a 5 della polisportiva Circolo Lavoratori Terni.

## Storia

### Le origini e la Serie A
La fondazione della squadra di calcio a 5 del Circolo Lavoratori Terni risale alla stagione 1995-96 con la partecipazione al campionato regionale umbro di Serie C. I giocatori e i tecnici erano in larga parte lavoratori dell'Acciai Speciali Terni. Nella stagione seguente, a seguito dell'ottenuta promozione, partecipa al Campionato Nazionale di Serie B infoltendo il roster con atleti esperti e giovani promesse provenienti dal futsal capitolino e laziale. L'avvio è dei migliori registrando il 2º posto nel girone centro-nord e un ottimo 2º posto nel Campionato Nazionale Under 21. Con la ristrutturazione dei Campionati Nazionali la società partecipa al Campionato di Serie A2 dal 1998 al 2004, sfiorando più volte la promozione alla massima Serie. Nel 2002-03 la società vince la Coppa Italia di categoria. Nella stagione 2004-05 il CLT dà vita a un'avvincente duello con la Polisportiva Giampaoli Ancona per la vittoria del campionato ma a spuntarla sono i dorici per un solo punto. La promozione alla massima serie giunge comunque grazie alla vittoria dei play-off di categoria e quindi allo spareggio finale contro il CUS Chieti giunto dodicesimo in serie A.
I primi due campionati nella massima divisione sono di sofferenza e in entrambe le stagioni la società raggiunge la salvezza solamente dopo aver vinto i play-out, nel 2006 contro il Torrino mentre l'anno seguente contro i cugini della Maran Spoleto (3-3 a Spoleto, 4-1 a Terni).

### Il Terni Calcio a 5
In seguito al disimpegno economico dell'Ast Thyssen Krupp, principale sponsor della società, nel giugno del 2009 il Circolo Lavoratori Terni non presenta domanda di iscrizione al campionato di serie A, ripartendo dalla serie B con la nuova denominazione Terni Calcio a 5 ma conservando la matricola ed il parco giocatori. 
Dopo appena una stagione di serie B (conclusa al terzo posto), grazie alla rinuncia di alcune società tra cui il Maran Spoleto, la società gialloblu è ripescata in serie A2.
L'azienda Maran ed il Terni siglano un accordo di sponsorizzazione che prevede l'assorbimento di parte dello staff che a Spoleto conquistò la serie A: l'ex Dg Luca Paloni, Roberto Brunetti e Lorenzo Santillo. Viene inoltre salvaguardata l'attività del settore giovanile: il campo di gioco delle formazioni Juniores e Under 21 del Terni, integrate dai pari età provenienti dal Maran, viene spostato a Spoleto.

### La rifondazione del CLT Calcio a 5
La stagione successiva la società non si iscrive al campionato di serie A2, ripartendo dalla serie D. Alla seconda partecipazione alla categoria gli Aziendali si piazzano secondi nel proprio girone, ma vincendo i play-off guadagnano comunque la promozione in Serie C2. Dopo due anni di gavetta nel campionato di Serie C2 dove il CLT guadagna un 9º posto e un 7º posto, nel 2015-16 il CLT arriva secondo nel loro girone e vincono ai play-off guadagnando la promozione in Serie C1.
Nell'annata 2021-22 si iscrive al campionato regionale di Serie C1 dove chiude la stagione 3° in campionato, guidata dal mister Marco Abati.
Nella stagione sportiva 2023-24 con alla guida mister Filippo Bonelli si laurea campione regionale vincendo il campionato di Serie C1 umbro che garantisce l’accesso ai campionati nazionali.

### Sezione femminile
La società oltre alla squadra maschile iscrive da anni al campionato di serie C regionale anche la squadra femminile allenata da Nicola Ugolini. Nella stagione 2023/2024 le aziendali oltre al secondo posto nel girone umbro, che le ha portate a giocarsi i playoff nazionali fino al girone finale, hanno vinto sia la Coppa Italia umbra, sia la Supercoppa regionale.
In virtù dei risultati ottenuti durante la scorsa annata le aziendali hanno ottenuto il ripescaggio in serie B, prima volta nella storia per la squadra femminile.

## Cronistoria
| Cronistoria del Circolo Lavoratori Terni C5 |
| --- |
| - 1995 · Fondazione della sezione di calcio a 5 del Circolo Lavoratori Terni. - 1995-96 · ? in Serie C Umbria. Promossa in Serie B. - 1996-97 · 2ª nel girone A di Serie B. - 1997-98 · 2ª nel girone B di Serie B. Ammessa in Serie A2. Sedicesimi di finale di Coppa Italia. - 1998-99 · 3ª nel girone A di Serie A2. 2º turno play-off promozione. Ottavi di finale di Coppa Italia. - 1999-00 · 2ª nel girone A di Serie A2. Sconfitta nello spareggio promozione-salvezza. - 2000-01 · 2ª nel girone A di Serie A2. Finalista play-off promozione. - Ottavi di finale di Coppa Italia di Serie A2. - 2001-02 · 9ª nel girone A di Serie A2. - 2002-03 · 4ª nel girone A di Serie A2. Semifinalista play-off promozione. Vince la Coppa Italia di Serie A2 (1º titolo). - 2003-04 · 4ª nel girone A di Serie A2. Finalista play-off promozione. 1ª fase di Coppa Italia di Serie A2. - 2004-05 · 2ª nel girone A di Serie A2. Promossa in Serie A. Vince lo spareggio promozione-salvezza. Semifinalista di Coppa Italia di Serie A2. - 2005-06 · 11ª in Serie A. Vince lo spareggio promozione-salvezza. - 2006-07 · 12ª in Serie A. Vince lo spareggio promozione-salvezza. - 2007-08 · 6ª in Serie A. Quarti di finale play-off scudetto. - 2008-09 · 7ª in Serie A. Quarti di finale play-off scudetto. - 2009 · Rinuncia alla Serie A e iscrizione in Serie B. Assume la denominazione Terni C5. - 2009-10 · 3ª nel girone C di Serie B. Ripescata in Serie A2. 1º turno play-off promozione. 1ª fase di Coppa Italia di Serie B. - 2010-11 · 7ª nel girone A di Serie A2. - 2011 · Rinuncia all'iscrizione in Serie A2 e iscrizione in Serie D Umbria. Ritorna alla denominazione CLT C5. - 2011-12 · ? nel girone C di Serie D Umbria. - 2012-13 · 2ª nel girone B di Serie D Umbria. Promossa in Serie C2. Vince i play-off promozione. Finalista di Coppa Umbria di Serie D. - 2013-14 · 9ª nel girone B di Serie C2 Umbria. - 2014-15 · 7ª nel girone B di Serie C2 Umbria. - 2015-16 · 2ª nel girone B di Serie C2 Umbria. Promossa in Serie C1. Vince i play-off promozione. - 2016-17 · 8ª in Serie C1 Umbria. - 2017-18 · 13ª in Serie C1 Umbria. Retrocessa in Serie C2, viene ripescata. Sconfitta ai play-out. - 2018-19 · 4ª in Serie C1 Umbria. - 2019-20 · 8ª in Serie C1 Umbria. - 2021-22 · 3ª in Serie C1 Umbria. - 2022-23 · 4ª in Serie C1 Umbria. |

## Statistiche
| Livello | Categoria | Partecipazioni | Debutto   | Ultima stagione | Totale |
| ------- | --------- | -------------- | --------- | --------------- | ------ |
| 1º      | Serie A   | 4              | 2005-2006 | 2008-2009       | 4      |
| 2º      | Serie B   | 2              | 1996-1997 | 1997-1998       | 10     |
| 2º      | Serie A2  | 8              | 1998-1999 | 2010-2011       | 10     |
| 3º      | Serie C   | 1              | 1995-1996 | 1995-1996       | 2      |
| 3º      | Serie B   | 1              | 2009-2010 | 2009-2010       | 2      |
| 4º      | Serie C1  | 8              | 2016-2017 | 2023-2024       | 8      |
| 5º      | Serie C2  | 3              | 2013-2014 | 2015-2016       | 3      |
| 6º      | Serie D   | 2              | 2011-2012 | 2012-2013       | 2      |

## Palmarès
La politica del CLT è da sempre quella di puntare sul settore giovanile, che è tuttora uno dei più titolati d'Italia. Oltre a uno scudetto e tre Coppe Italia Under 21, gli aziendali hanno vinto tre campionati nazionali Juniores (dal 2005 al 2007), l'ultimo dei quali vinto ai calci di rigore contro l'Aosta.

### Competizioni nazionali
- Coppa Italia di Serie A2: 1

2002-03

### Competizioni giovanili
- Campionato italiano Under-21: 1

2009-10
- Coppa Italia Under-21: 3

2005-06, 2006-07, 2007-08
- Supercoppa italiana Under-21: 1

2010
- Campionati italiani Juniores: 3

2004-05; 2005-06; 2006-07